# Brachyptera arcuata
Brachyptera arcuata är en bäcksländeart som först beskrevs av Klapalek 1902.  Brachyptera arcuata ingår i släktet Brachyptera och familjen vingbandbäcksländor. Inga underarter finns listade i Catalogue of Life.